# アレクサンドリア (バージニア州)

バージニア州内の位置

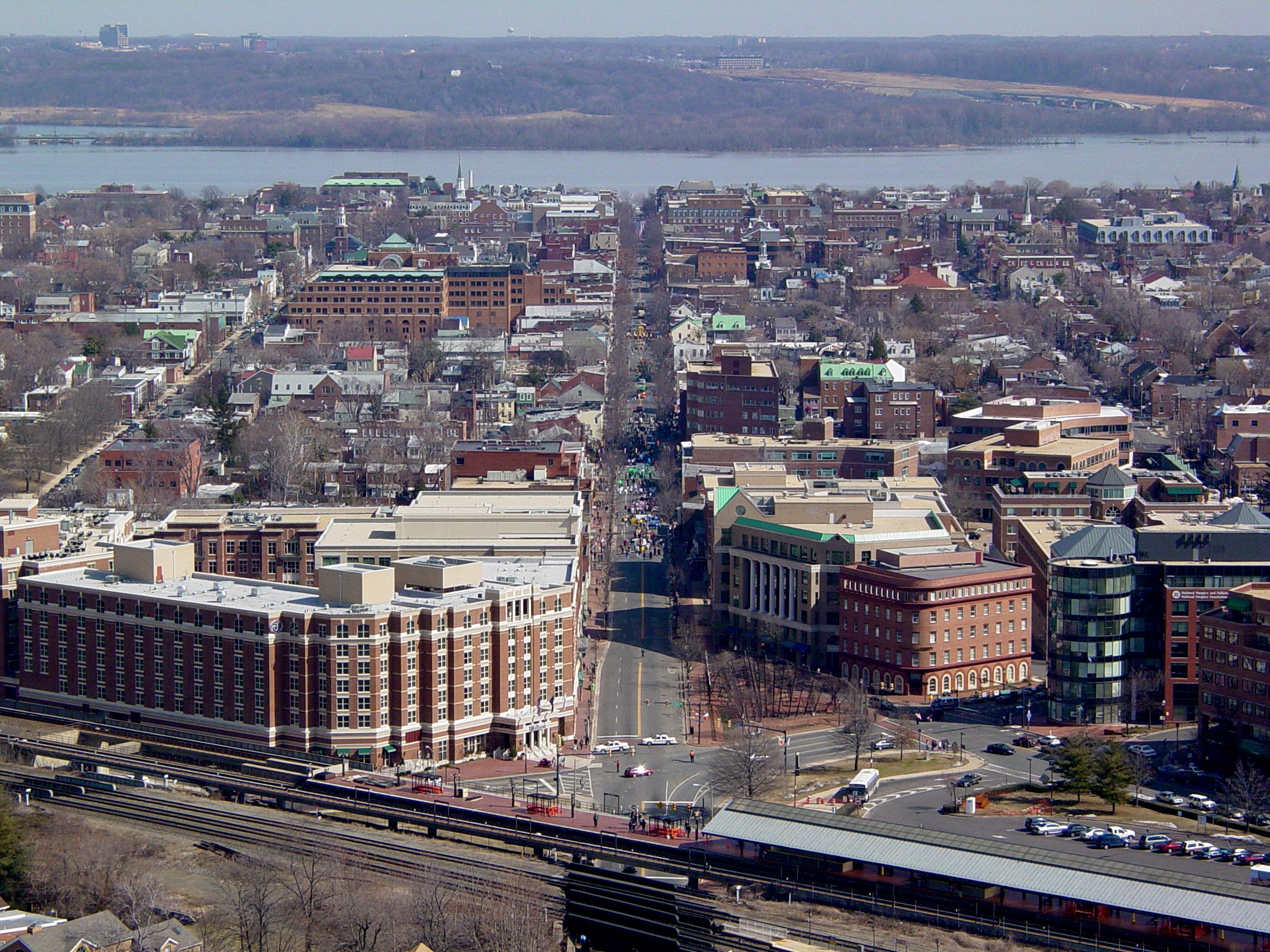
アレクサンドリアのオールドタウン。中央にキング・ストリートが走り、遠くにポトマック川を望む。

アレクサンドリア（Alexandria）は、アメリカ合衆国バージニア州北部にある独立市。アメリカ合衆国の首都ワシントンD.C.の南10㎞に位置する。ポトマック川の西岸に面している。人口は15万9467人（2020年）  。

## 歴史
1732年にタバコ倉庫が建設されたのが、この街の始まりといわれている。植民地時代にはボストンに次ぐ港として繁栄した。
アレクサンドリアという地名は、かつてこの土地の所有者であった、スコットランド人商人ジョン・アレクサンダー（John Alexander, 1603 - 1677）にちなんで、1748年に命名されたものである。初代アメリカ合衆国大統領ジョージ・ワシントンの住んだ家があることから、「ジョージ・ワシントンの故郷」とも呼ばれる。
現在は、ポトマック川沿いのウォーターフロントが開発され、そこに続くメインストリートであるキング・ストリートには、数多くのアンティークショップやエスニック・レストランが並ぶワシントンD.C.郊外の観光地となっている。

## 地理

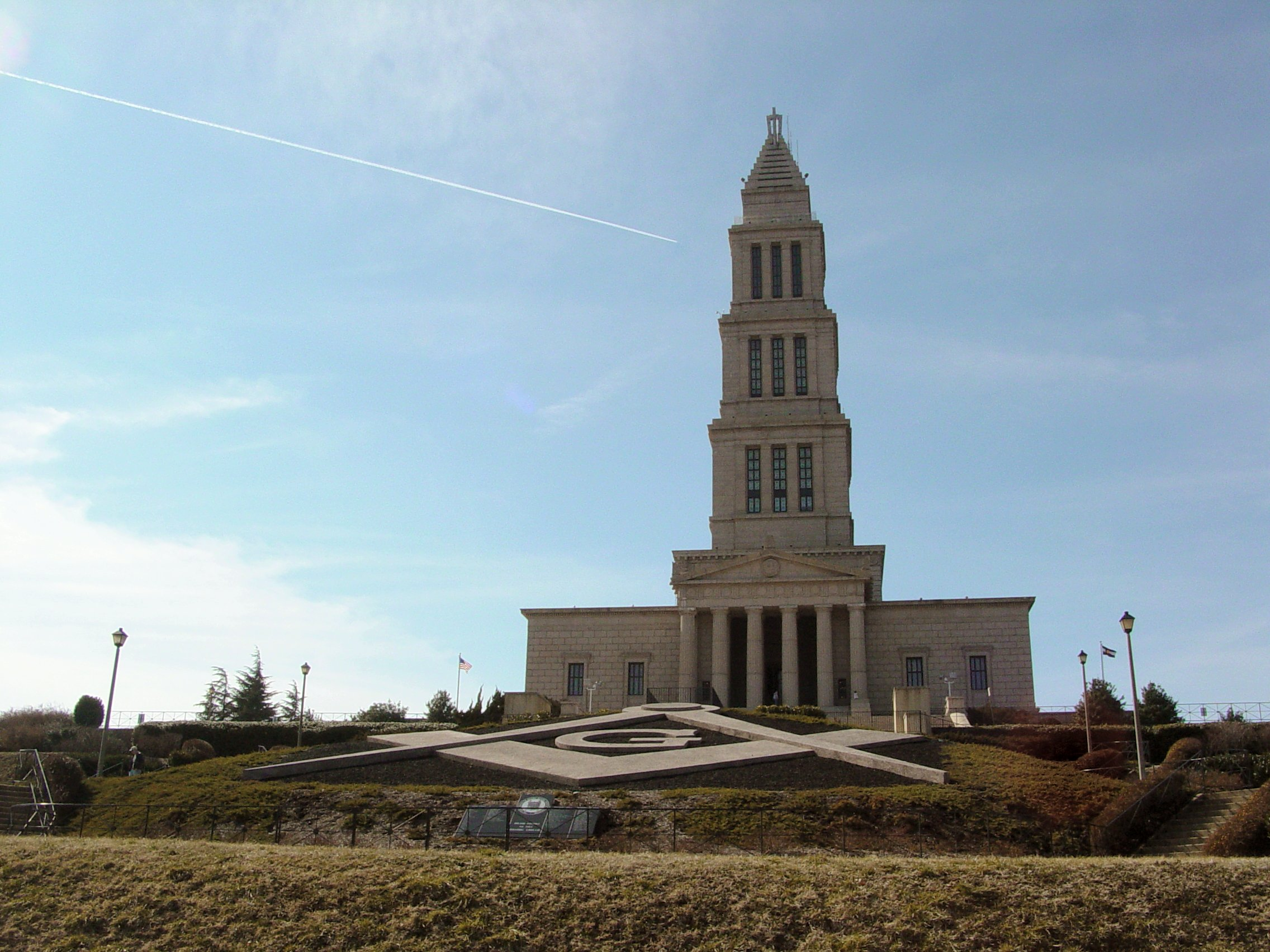
フリーメイソンの殿堂 ジョージ・ワシントン・メソニック・ナショナルメモリアル

アメリカ合衆国統計局によると、この都市は総面積39.9 km2 (15.4 mi2) である。このうち39.3 km2 (15.2 mi2) が陸地で0.6 km2 (0.2 mi2) が水域である。総面積の1.49%が水域となっている。

## 人口動静
アレクサンドリアは、アメリカ合衆国統計局によって ワシントン・ボルチモア・北バージニア広域都市圏の一部と規定されている。
2000年国勢調査では、人口128,283人、61,889世帯、及び27,726家族が暮らしている。人口密度は3,262.9/km² (8,452.0/mi²) である。1,634.2/km² (4,233.2/mi²) の平均的な密度に64,251軒の住宅が建っている。この都市の人種的な構成は白人59.79%、アフリカン・アメリカン22.54%、ネイティブ・アメリカン0.28%、アジア5.65%、太平洋諸島系0.09%、その他の人種7.38%、及び混血4.27%である。人口の14.72%はヒスパニックまたはラテン系である。
この都市の世帯ごとの平均的な収入は56,054 USドルであり、家族ごとの平均的な収入は67,023 USドルである。男性は47,514 USドルに対して女性は41,254 USドルの平均的な収入がある。この都市の一人当たりの収入 (per capita income) は37,645 USドルである。人口の8.9% 及び家族の6.8%は貧困線以下である。全人口のうち18歳未満の13.9%及び65歳以上の9.0%は貧困線以下の生活を送っている。

## 交通

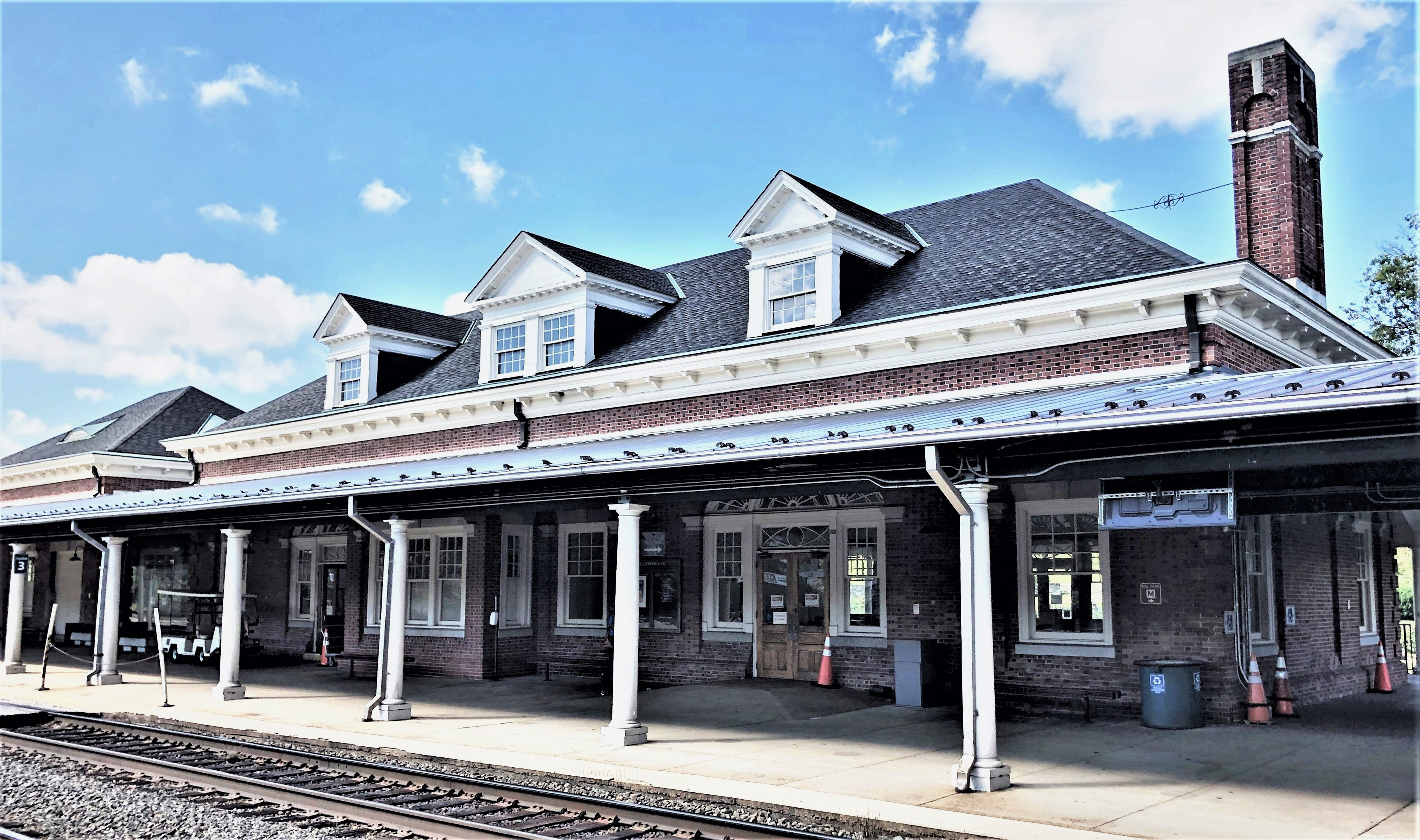
アレクサンドリア・ユニオン駅

### メトロ
市内には、以下の4つのワシントンメトロの駅が所在する。
- ブラドック・ロード（Braddock Road）駅 - ブルーライン、イエローライン
- キング・ストリート（King Street）駅 - ブルーライン、イエローライン
- ヴァン・ドーン・ストリート（Van Dorn Street）駅 - ブルーライン
- アイゼンハワー・アベニュー（Eisenhower Avenue）駅 - イエローライン

このうち、キング・ストリート駅は、アレクサンドリアのメインストリートであるキング・ストリートに接している。

### アムトラック
メトロのキング・ストリート駅に隣接して、アムトラック及び近郊線のアレクサンドリア・ユニオン駅があり、次の各長距離列車が停車する。
- クレセント号　　ニューヨーク－ワシントンD.C.－アトランタ－ニューオーリンズ
- シルバースター号　　ニューヨーク－ワシントンD.C.－タンパ－ジャクソンビル－オーランド－マイアミ
- シルバー・メテオ号　　ニューヨーク－ワシントンD.C.－チャールストン－ジャクソンビル－オーランド－マイアミ
- パルメット号　　ニューヨーク－ワシントンD.C.－サバンナ
- カーディナル号　　ニューヨーク－ワシントンD.C.－シンシナティ-－インディアナポリス－シカゴ
- カロリニアン号　　ニューヨーク－ワシントンD.C.－ローリー－シャーロット

## 姉妹都市
- ダンディー、スコットランド
- カーン、フランス
- ギュムリ、アルメニア
- ヘルシンボリ、スウェーデン